# A krasznojarszki elkerülőút hídja
A krasznojarszki elkerülőút hídja (orosz nyelven: Мост через Енисей на транспортном обходе Красноярска) közúti híd Oroszország Krasznojarszki határterületén, a Jenyiszejen, Krasznojarszk mellett.

## Ismertetése
Tervezésekor „Jermolajevszkij híd” volt a neve (Ермолаевский мост, 'Jermolajevói híd', a közeli Jermolajevo település neve után), de általában moszt na glubokom obhogye Krasznojarszka (мост на глубоком обходе Красноярска) néven említik. 
A híd a város központjától 28 km-re északkeletre ível át a Jenyiszejen és az R255-ös főút (oroszul: ) Krasznojarszkot elkerülő 32,3 km hosszú szakaszának része. A központi kormányzat és a Krasznojarszki határterület kormányának közös projektjében készült. Építése 2005 tavaszán kezdődött, ünnepélyes átadását 2008. október 21-én tartották Vlagyimir Putyin akkori miniszterelnök jelenlétében.
Az ívhíd teljes hossza 814,3 m, szélessége 11,5 m. A meder feletti részek fesztávolsága 126+231+126 m. A Jenyiszej ezen a szakaszon hajózható, szélessége 589 m. A híd tervezésekor alapkövetelmény volt, hogy a hajózható hídnyílás szélessége meghaladja a 200 métert. Az ívhíd fémszerkezetét a nazarovói Kelet-szibériai Fémszerkezeti Gyárban készítették.
Az autóforgalom az elkerülőúton és a hídon 2 × 1 sávon halad, de a pilléreket úgy építették, hogy a híd 2 × 2 sávosra bővíthető legyen. Az építkezés második szakaszát 2009-ben folytatni akarták, de előbb „elcsúsztatták”, majd 2012-re kiderült, hogy több évre elhalasztják a városközpontba tervezett – és azóta már régen elkészült – negyedik Jenyiszej-híd (a Nyikolajevszkij híd ) építésének megkezdése miatt.
A 32,3 km-es elkerülőút a Jenyiszej-hídon kívül további két kisebb hidat, négy csomópontot és nyolc felüljárót foglal magában. Átadásával jelentősen csökkent Krasznojarszkban a belvárost és hídjait, köztük a 777-es hidat is megterhelő tranzitforgalom.